# Isabel Muradàs i Vázquez
Isabel Muradàs i Vázquez (Ciutat de Mèxic, 1967) és una economista i política catalana, diputada al Parlament de Catalunya en la X Legislatura.

## Biografia
És llicenciada en Ciències Econòmiques i Empresarials per la Universitat Pontifícia de Comillas i màster en Gestió i Política Universitària per la Universitat Politècnica de Catalunya. Ha estat administradora de l'Àrea de Lletres de la Universitat de Girona i ha treballat com a auditora d'Ernst & Young. És membre del Registre Oficial d'Auditors de Comptes.
Militant de Demòcrates de Catalunya, ha estat subdirectora d'Estudis i Coordinació de la Direcció General d'Administració Local del Departament de Governació i Relacions Institucionals de la Generalitat de Catalunya. Després de les eleccions municipals espanyoles de 2011 fou nomenada regidora d'Educació i Esports i quarta tinenta d'alcalde de l'ajuntament de Girona. En febrer de 2013 fou nomenada directora dels Serveis Territorials de Governació i Relacions Institucionals de la Generalitat de Catalunya a Girona. En març de 2014 fou nomenada cap de Gabinet de Presidència de la Diputació de Girona.
En maig de 2015 va substituir en el seu escó al Parlament de Catalunya Xavier Crespo i Llobet. qui hagué de renunciar per estar implicat en un afer de corrupció. Alhora, a les eleccions municipals espanyoles de 2015 va revalidar la seva acta com a regidora i fou nomenada primera tinenta d'alcalde de l'ajuntament de Girona. Després que l'alcalde de Girona Carles Puigdemont fos investit president de la Generalitat de Catalunya el 10 de gener de 2016, Muradàs ocupà el càrrec d'alcaldessa fins a l'elecció del seu successor.